# Corinne Leclair
Corinne Leclair (sinh ngày 24 tháng 6 năm 1970) là một vận động viên bơi lội người Mauritius, người đại diện cho đất nước của cô tại Thế vận hội Mùa hè 1992.
Leclair mười một tuổi khi cô bắt đầu bơi, và chỉ bốn năm sau, cô tham gia Đại hội Thể thao Ấn Độ Dương năm 1985, Thế vận hội được tổ chức ở Mauritius nhưng mười lăm tuổi đã đấu tranh chống lại những phụ nữ có kinh nghiệm hơn, nhưng thời gian của cô đã đến khi cô thi đấu tại Đại hội Thể thao Ấn Độ Dương năm 1990 ở Madagascar, trong bảy sự kiện mà cô tham gia, cô đã giành được sáu huy chương vàng và một huy chương đồng, vàng của cô đã giành được tự do ở 100, 200, 400 và 800 mét vàng cộng với 4 x 100 hỗn hợp và 4 x 100 chuyển tiếp tự do. Leclair đã giành được một huy chương vàng cá nhân và ba câm tại Đại hội Thể thao toàn châu Phi năm 1991.
Leclair năm nay 22 tuổi, cô đại diện cho Mauritius tại Thế vận hội Mùa hè 1992 ở Barcelona, cô tham gia bốn sự kiện trong ba ngày, đầu tiên là tự do 100 mét, cô đã bơi trong 1: 00,95 và đứng thứ ba về sức nóng và thứ 44 chung cuộc  ngày hôm sau cô thi đấu ở nội dung 200 mét tự do và kết thúc ở vị trí thứ 35. Vào ngày cuối cùng của cô, cô đã tham gia hai sự kiện, tự do 400 mét, nơi cô có vị trí thứ 33 tốt nhất, tiếp theo là vị trí thứ 13 với ba đồng đội trong tiếp sức tự do 4 x 100 mét, Leclair bơi nhanh nhất trong đội.
Leclair đã giành giải Thể thao của Hội đồng Thể thao Mauriti năm 1990 và 1991 và vẫn là vận động viên bơi duy nhất giành được giải thưởng.
Năm 2013, Leclair kết hôn và chuyển đến Hoa Kỳ, nơi có một huấn luyện viên bơi lội và Nhân viên cứu hộ Chữ thập đỏ Hoa Kỳ được chứng nhận.